# Euphorbia confluens
Euphorbia confluens là một loài thực vật có hoa trong họ Đại kích. Loài này được Nel mô tả khoa học đầu tiên năm 1933.